# Vangulifer
Vangulifer ist eine ausgestorbene Singvogelgattung aus der Tribus der Kleidervögel. Die subfossilen Überreste der beiden bekannten Arten Vangulifer mirandus und Vangulifer neophasis wurden 1988 von Helen Frances James in Lavaröhren an den südlichen Hängen des Schildvulkans Haleakalā auf Maui entdeckt und 1991 von James und Storrs Lovejoy Olson wissenschaftlich beschrieben.

## Etymologie
Der Gattungsname ist eine Anspielung auf die eigenartige, stumpfe, etwas spatelförmige Erscheinung des Schnabels. Er leitet sich vom lateinischen Begriff vangula, der Verkleinerungsform von vanga, ab und bedeutet „kleine Schaufel“. Der Zusatz -ifer steht für „Träger“.

## Merkmale
Anstatt eines finkenähnlichen Schnabels hatten die Vertreter dieser Gattung einen langen, feinen, breiten, ziemlich tiefen Schnabel, der in eine sehr stumpfe, abgerundete Spitze gipfelte. Die Kombination eines langen Schnabels mit einer abgerundeten Spitze, findet sich bei den Kleidervögeln sonst nur noch bei der Gattung Aidemedia, die ebenfalls als ausgestorben gilt. Im Gegensatz zur Gattung Vangulifer hatten die Vertreter der Gattung Aidemedia kürzere und breitere Schnäbel mit einer leichten seitlichen Verengung des Oberkiefers und einem viel kürzeren Fortsatz hinter dem Kiefergelenk (Processus retroarticularis) des Unterkiefers. Weitere Unterschiede zu den Kleidervögeln mit finkenähnlichen Schnäbeln waren die von vorne nach hinten verlaufenden länglichen Nasenöffnungen, sehr schwach entwickelte hinten und seitlich begrenzte Seitenkämme und feine Unterkiefer mit einer langen und dünnwandigen Symphysis mandibulae. Der mittlere Teil des Unterkieferastes ist schmal und gerade und nicht plötzlich abwärts gebogen, wie bei den nektarfressenden Kleidervogelgattungen Himatione, Vestiaria, Palmeria, Drepanis und Ciridops, die Robert Cyril Layton Perkins 1903 in die Abteilung 1 klassifizierte. Im Vergleich zu diesen Gattungen und zu den Gattungen Loxops und Aidemedia ist der Fortsatz hinter dem Kiefergelenk bei der Gattung Vangulifer schwach entwickelt. Wie bei einigen Kleidervogelarten mit finkenähnlichen und den meisten Arten mit dünnen Schnäbeln ist der bauchseitig nach hinten gerichtete (posteroventrale) Rand des Oberkiefers v-förmig. Die Mittelfurche auf dem seitlichen Oberkiefer weist eine besondere Entwicklung auf: Die Hauptfurche, die bei anderen Gattungen gerade vom hinteren Rand bis zur Spitze verläuft, ist bei der Gattung Vangulifer flach und spreizt sich nach vorne in zahlreiche Nebenfurchen, die sich nach außen hin zu den seitlichen Rändern des Oberkieferknochens ausdehnen.
Es ist unbekannt, welche Funktion der Schnabel bei der Nahrungssuche hatte. Die realistischste Vermutung wäre ein Vergleich mit lebenden Formen mit einer ähnlicheren Morphologie. Es ist den Forschern jedoch bisher nicht gelungen ein passendes Gegenstück zu Vangulifer zu finden. Der Schnabel scheint zu lang und schwach zu sein, um damit Samen zu knacken, zu tief und breit, um damit in der Rinde zu bohren und zu stumpf, um damit Nektar zu trinken. Obwohl auch die Möglichkeit in Erwägung gezogen wurde, dass die Vangulifer-Arten ihre Schnäbel für das Schnappen von Insekten im Flug verwendet haben könnten, so weisen doch insektenfressende Vögel, wie die Todis (Todidae) und die Fliegenschnäpper (Muscicapidae) eine stärker dorsoventral (vom Rücken zum Bauch) verlaufende Verdichtung des Schnabels auf, als es bei der Gattung Vangulifer der Fall ist.

## Aussterben
Das Alter des subfossilen Materials wird auf das Holozän datiert. Die genaue Aussterbeursache und der Zeitpunkt sind unbekannt.